# Мороишта
Мороишта (мкд. Мороишта) су насеље у Северној Македонији, у западном делу државе. Мороишта припадају општини Струга.

## Географија
Насеље Мороишта је смештено у југозападном делу Северне Македоније. Од најближег града, Струге, насеље је удаљено 5 km североисточно.
Мороишта се налазе у историјској области Горњи Дримкол, која се обухвата северну обалу Охридског језера, око истока Црног Дрима из језера. Насеље је смештено у Струшком пољу, које се пружа на северној страни Охридског језера. Надморска висина насеља је приближно 700 метара.
Клима у насељу, и поред знатне надморске висине, има жупне одлике, па је пре умерено континентална него планинска.

## Становништво
Мороишта су према последњем попису из 2002. године имала 909 становника. 
Већину становништва чине етнички Македонци (99%).
Већинска вероисповест је православље.